# Astounding Science Fiction

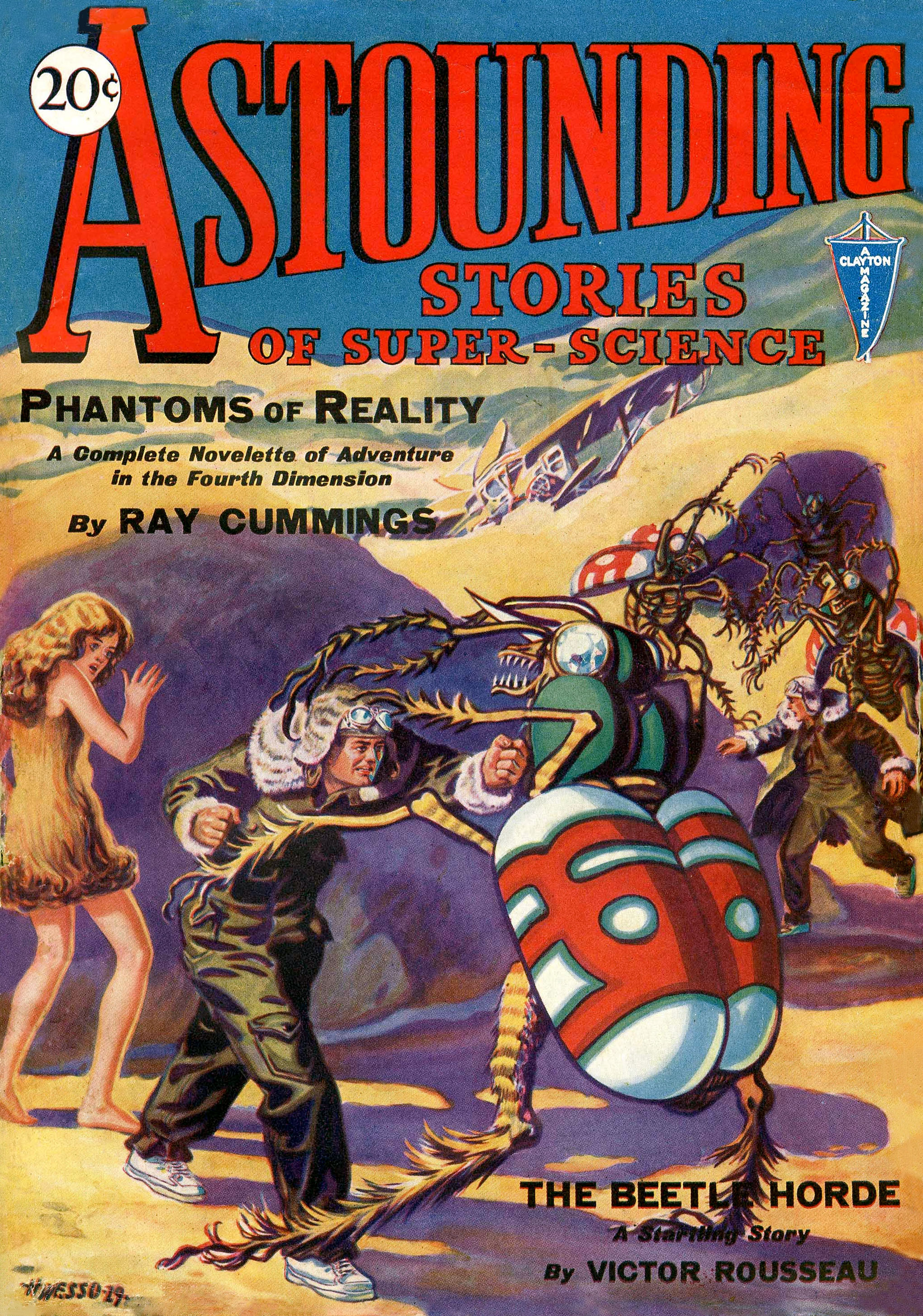
Primul număr al revistei - ianuarie 1930

Analog Science Fiction and Fact este o revistă de literatură științifico-fantastică americană, cea mai longevivă publicație de acest gen. A fost publicată pentru prima oară în 1930 în Statele Unite sub denumirea Astounding Stories. Revista a suferit numeroase schimbări de nume, prima oară, în 1938, a fost denumită Astounding Science-Fiction și Analog Science Fact & Fiction în 1960. Se găsește și în biblioteca de pe Stația Spațială Internațională.

## Lista editorilor
- Harry Bates (1930 - 1933)
- F. Orlin Tremaine (1933 - 1937)
- John W. Campbell (1937 - 1971)
- Ben Bova (1972 - 1978)
- Stanley Schmidt (dec. 1978 - 2012)
- Trevor Quachri (2012 - prezent)

### Autori notabili
- Kevin J. Anderson
- Poul Anderson
- Catherine Asaro
- Isaac Asimov
- Greg Bear
- Gregory Benford
- Alfred Bester
- Ben Bova
- Ray Bradbury
- David Brin
- Lois McMaster Bujold
- Orson Scott Card
- Arthur C. Clarke
- Hal Clement
- L. Sprague de Camp
- L. Ron Hubbard
- Lester del Rey
- Philip K. Dick
- Harlan Ellison
- Michael F. Flynn
- James Gunn
- Joe Haldeman
- Harry Harrison
- Robert A. Heinlein
- Frank Herbert
- Damon Knight
- Fritz Leiber Jr.
- Murray Leinster
- Paul Levinson
- Anne McCaffrey
- Elizabeth Moon
- Larry Niven
- Jay A. Parry
- Hayford Peirce
- H. Beam Piper
- Frederik Pohl
- Jerry Pournelle
- Spider Robinson
- Robert J. Sawyer
- Robert Silverberg
- George O. Smith
- Clifford D. Simak
- Allen M. Steele
- Jack Vance
- A. E. van Vogt
- Vernor Vinge
- Jack Williamson
- Brad R. Torgersen

## Premii
- 1953: Premiul Hugo pentru cea mai bună revistă profesionistă (Astounding)
- 1955: Premiul Hugo pentru cea mai bună revistă (Astounding)
- 1956: Premiul Hugo pentru cea mai bună revistă (Astounding)
- 1957: Premiul Hugo pentru cea mai bună revistă profesionistă americană (Astounding)
- 1961: Premiul Hugo pentru cea mai bună revistă profesionistă  (Astounding/Analog)
- 1962: Premiul Hugo pentru cea mai bună revistă profesionistă  (Analog)
- 1964: Premiul Hugo pentru cea mai bună revistă profesionistă  (Analog)
- 1965: Premiul Hugo pentru cea mai bună revistă profesionistă  (Analog)

### Texte (domeniu public)
- Texte din primul an (1930) al revistei Astounding la Internet Archive.
- Texte din al doilea an (1931) al revistei Astounding la Internet Archive.
- Texte din al treilea an (1932) al revistei Astounding la Internet Archive.
- Primele două numere din 1933 ale revistei Astounding la Internet Archive.
- Povestiri din revista Astounding la Proiectul Gutenberg